# Boende (territoire)
Le Territoire de Boende est une entité déconcentrée de la province du Tshuapa en république démocratique du Congo.

## Géographie
Le territoire de Boende s'étend au centre-ouest de la province de Tshuapa.

## Histoire
Avant 2015, il fait partie du district de Tshuapa dans l'ancienne province de l'Équateur .

## Secteurs
Le territoire de Boende est divisé en 4 secteurs :
- Boluwa : 8 groupements de 104 villages
- Djera : 13 groupements de 132 villages
- Lofoi : 12 groupements de 116 villages
- Wini : 10 groupements de 165 villages

## Démographie
| 1994    | 2004    |
| ------- | ------- |
| 199 569 | 187 321 |